# 远东银行 (苏联)
远东银行（俄语：Дальневосточный банк (Дальбанк)）是1920年代苏联在中国东北、北京、张家口等地开设的商业银行。

## 历史
1922年远东共和国设于赤塔的“远东共和国银行”在哈尔滨设立“哈尔滨分行”。1923年6月29日更名为远东银行，总行在哈尔滨注册，独立经营，受中国法律的约束，资本金为哈大洋50万元，分1万股，每股50元；1924年增到100万元；1925年9月增到500万元。经理中东铁路及其附属企业的业务收支，支持中苏两国的商号在中苏之间进出口贸易活动。为在哈尔滨的俄侨办一些小银行的资金后盾。业务最好的1928年存款2050万元，放款2931万元，收汇4394万元，付汇5632万元，纯利64．6万元。
银行业务逐步扩展到中国内地。在满洲里、海拉尔、库伦、北京、天津、上海、张家口等地设有分行。同欧、美的一些银行建有代理业务关系，通汇地点遍及世界各大商埠。但以对苏联和蒙古之间的汇兑最为方便。
远东银行张家口分行旧址在张家口桥东土尔沟街，1937年日军侵占张家口后，该分行倒闭。
远东银行最初在上海设代理处，1925年始改为上海分行。
1927年4月，奉系军阀张作霖下令突袭、搜查了苏联驻北京大使馆、远东银行北京分行等机构。1927年7月16日因有援助各地共产党活动的嫌疑，国民政府饬令查封远东银行。1927年12月14日南京国民政府发布对苏联断绝邦交令，撤销苏联设在中国各领事馆的承认，取缔苏联设在中国各地的银行、轮船公司、商业机构。处理苏联在沪商业的临时委员会成立，派蔡基增为监理远东银行清理事务的委员。停业后应茶商要求，临时委员会于1928年2月9日在上海开会讨论议决，准予继续营业，该行遂于1928年2月15日复业。
1929年“中东路事件”爆发，1929年7月17日中苏断交，1929年9月8日该行被查封，再度宣告清理。1930年复业。
1931年九一八事变后，日满当局对其在东三省业务进行最严厉限制，1936被封闭。
1945年8月苏军进驻哈尔滨后，远东银行恢复营业，为苏军办理军费收支。在长春等地设有分行。1951年撤销。

## 哈尔滨远东银行旧址
拉比诺维奇大楼位于哈尔滨中央大街111-113号，中央大街与西六道街交汇处，哈尔滨市二类保护建筑。建于1919年，三层砖混结构，折中主义建筑风格。建筑平面呈L型，底层采用落地窗，二至三层设有爱奥尼半圆壁柱。解放后曾为滨城百货商场。